# Gastrotheca zeugocystis
Espèce
Statut de conservation UICN

 DD  : Données insuffisantes
Gastrotheca zeugocystis est une espèce d'amphibiens de la famille des Hemiphractidae.

## Répartition
Cette espèce est endémique de la région de Huánuco au Pérou. Elle se rencontre dans la province de Huánuco vers 2 920 m d'altitude dans la cordillère de Carpish.

## Description
La femelle holotype mesure 37,5 mm et le mâle 28,2 mm.

## Publication originale
- Duellman, Lehr, Rodríguez & von May, 2004 : Two new species of marsupial frogs (Anura: Hylidae: Gastrotheca) from the Cordillera Oriental in central Peru. Scientific Papers Natural History Museum the University of Kansas, vol. 2004, no 32, p. 1-10 (texte intégral).